# Dasophrys minor
Dasophrys minor är en tvåvingeart som först beskrevs av Stanley Willard Bromley 1947.  Dasophrys minor ingår i släktet Dasophrys och familjen rovflugor. Inga underarter finns listade i Catalogue of Life.